# La mala herba
Pel personatge de còmics de la sèrie Batman, vegeu Heura Metzinosa (personatge)
La mala herba (títol original: Poison Ivy) és una pel·lícula estatunidenca dirigida per Katt Shea, estrenada l'any 1992. Ha estat doblada al català.

## Argument
Sylvie és una adolescent que no s'acab de trobar còmoda en la seva situació, entre un pare que treballa a la televisió i una mare que es pensa que està greument malalta. Fa amistat amb una noia de la seva escola que ella presenta al seu pare com a Ivy. Aquesta última guanya aviat la confiança dels seus pares i a poc a poc va sembrant problemes a la família.

## Repartiment
- Sara Gilbert: Sylvie Cooper
- Drew Barrymore: Ivy
- Tom Skerritt: Darryl Cooper
- Cheryl Ladd: Georgie Cooper
- Alan Stock: Bob
- Jeanne Sakata: Isabelle, la criada
- Leonardo DiCaprio: Un alumne (figurant)
- Charley Hayward: Tiny
- Billy Kane: James
- Lisa Passero: Lisa
- Lawrence Levy: Jeff
- Sandy Roth Ruben: Estelle
- Warren Burton: Max

## Al voltant de la pel·lícula
- El film reuneix una ex « Àngel de Charlie », Cheryl Ladd que va interpretar el paper de Kris Munroe a la sèrie de televisió Gracioses de dames al final dels anys 1970, i una futura « Àngel de Charlie », Drew Barrymore que interpretarà 8 anys més tard el paper de Dylan Sanders en l'adaptació cinematogràfica Charlie i els seus àngels (2000).
- Leonardo DiCaprio fa aquí una molt breu aparició, és un dels alumnes que surten de l'escola just després que Ivy acaba amb el gos ferit, al començament del film.
- Crítica: "Interessant pel·lícula (...) Falta de comunicació, traïcions, seduccions i joves desarrelats per a un drama amb tocs eròtics que va aconseguir bones crítiques en el festival de Sundance"[3]
- Diverses continuacions han estar realitzades:
  - Flor de verí 2: Lily el 1996, amb Alyssa Milano.
  - Verí Ivy: The New Seduction el 1997, amb Jaime Pressly, estrenat directament en vídeo.
  - Verí Ivy: The Secret Society, telefilm difós el 1er de juliol de 2008, amb Miriam McDonald.

## Nominacions
- 1992: Nominació al Festival de Cinema de Sundance pel premi al millor film.
- 1993: Nominació als premis  Independent's Spirit de Sara Gilbert pel premi del Millor segon paper femení.